# Era mesiánica
En las religiones abrahámicas, la Era Mesiánica (hebreo: יְמוֹת הַמָשִׁיחַ) es el futuro período eterno de tiempo en la Tierra en el que el Mesías reinará y traerá paz y hermandad universal, sin ningún mal (según los propios términos de la humanidad). Muchos creen que habrá una era así; algunos se refieren a ella como el consumado "Reino de Dios" o el "mundo venidero".
Los judíos creen que tal figura aún está por venir, mientras que los cristianos y los musulmanes creen que esta figura es Jesucristo.

## Judaísmo
Según la tradición judía, la Era Mesiánica será una era de paz y armonía mundial; una era libre de conflictos y dificultades, propicia para el avance del conocimiento del Creador. El tema del Mesías que inaugura una era de paz mundial está encapsulado en dos de los pasajes bíblicos más famosos del Libro de Isaías:
Convertirán sus espadas en arados y sus lanzas en hoces; no alzará espada nación contra nación, ni se adiestrarán más para la guerra.
—  Isaías 2:4
El lobo vivirá con el cordero, el leopardo se acostará con el cabrito, el becerro y el león y el cachorro de un año juntos, y un niño pequeño los pastoreará. La vaca pacerá con la osa, sus crías se echarán juntas, y el león comerá paja como el buey. El niño de pecho jugará junto a la cueva de la cobra, y el niño de pecho meterá la mano en el nido de la víbora. No harán daño ni destruirán en todo mi santo monte, porque la tierra estará llena del conocimiento del Señor como las aguas cubren el mar.
—  Isaías 11:6-9
En Mishné Torá, Maimónides describe la Era Mesiánica:
Y en ese tiempo no habrá hambre ni guerra, ni celos ni rivalidades, porque el bien abundará y todos los manjares estarán al alcance de la mano. La única ocupación del mundo será conocer a Dios... el pueblo de Israel será de gran sabiduría; percibirá las verdades esotéricas y comprenderá la sabiduría de su Creador como lo es la capacidad del hombre. Como está escrito (Isaías 11:9): "Porque la tierra estará llena del conocimiento de Dios, como las aguas cubren el mar.
—  Mishné Torá, Leyes de los Reyes 12:5
Según el Talmud, el Midrash, y la obra cabalística, el Zohar, el Mesías debe llegar antes del año 6000 desde el momento de la creación. En la creencia judía ortodoxa, el calendario hebreo data del momento de la creación, por lo que este corresponde al año 2240 del calendario gregoriano.
El Midrash comenta: “Seis eones para entrar y salir, para la guerra y la paz. El séptimo eón es enteramente Sabbat y descanso para la vida eterna”.
Existe una tradición cabalística que sostiene que cada uno de los siete días de la semana, que se basan en los siete días de la creación, corresponden a los siete milenios de la creación. La tradición enseña que el séptimo día de la semana, el día de descanso del Sabbat, corresponde al séptimo milenio, la era del «descanso» universal: la Era Mesiánica. El séptimo milenio comienza necesariamente con el año 6000, y es el momento más tardío en que puede venir el Mesías. Numerosos eruditos judíos, tanto antiguos como tardíos, apoyan y profundizan este tema, entre ellos: Ibn Paquda, Abraham ben Meir ibn Ezra, el Nahmánides, Isaac Abrabanel, Moshé Jaim Luzzatto, Gaón de Vilna, Aryeh Kaplan,  y el rabino Menachem Mendel Schneerson, el Rebe de Jabad-Lubavitch.
En el judaísmo jasídico de Jabad-Lubavitch, el evento que marcó el inicio de la construcción de la era mesiánica fue la destrucción del Segundo Templo por los romanos en el año 70 DC y los tiempos posteriores del exilio. Estos eventos perduran hasta hoy. Según Yehuda Leib Schapiro, decano de la Yeshiva Gedola Rabbinical College de Greater Miami, lo que era antiguo tuvo que ser destruido para dar lugar a la construcción del Nuevo Templo Mesiánico y a la futura revelación de Hashem, el santo bendito sea, que superará todo lo conocido hasta ahora. Ese es el significado de la festividad de Tisha B'Av.
El cabalista Isaac Luria enseña que las 7 naciones del Pentateuco son 10: incluye también a los ceneos y a “la multitud mixta, [ellos] eran los “egipcios” [y otros] que acompañaron a los pueblos judíos en su éxodo de Egipto, ya que sus motivos de conversión no eran puros”. Luria tiene “una visión” sobre 2 personas de los ceneos. Los pueblos de Amalec no están realmente identificados porque el de Seir se trata de los hititas, es decir: Edom, “Roma”; esto no está claro hoy porque la exégesis de las 70 naciones de la Biblia es la mejor en la visión de Rabbanut, por lo que no se puede explicar de otra manera.
La era mesiánica es una Edad de Oro para la humanidad esperada por todos los sectores del judaísmo, cuando acontecerá la consumación de la justicia en la Tierra, el fin de las guerras y la resurrección de los muertos. El Judaísmo reformista no contempla la llegada de un mesías personal. Por medio de la propagación del Monoteísmo Ético, y el cumplimiento de los preceptos éticos de la Torá (las mitzvot), mediante el interés y la práctica del mejoramiento de la sociedad y la justicia social (Tikún Olam), los reformistas esperan instituir la "Edad de Oro". Los judíos reformistas no son exclusivos en cuanto a sus esfuerzos; enseñan que la cooperación de todas las personas buenas creará ese Mundo mejor.

## Cristianismo
La comprensión cristiana de la era mesiánica tiene como punto de partida las Escrituras judías, especialmente los textos proféticos. Según las escrituras, la característica de la era mesiánica é una efusión extraordinaria del Espíritu sobre todas las personas que bebería traerles dones y carismas especiales.
Las profecías más eminentes se encuentran en el Libro de Zacarías: 4:6b; 6:8 y en el Libro de Joel 3:1-2 (cf. Nb 11:29). Los Hechos de los Apóstoles se refieren a ellos proclamando que la palabra de los profetas se hizo carne en Jesús el día de Pentecostés. Ahora, "él ha recibido del Padre el Espíritu Santo, que fue prometido" (Hechos 2:16-21.17.33). Según Isaías, la era mesiánica debía tener su líder ungido, el Mesías, que estaría lleno de los dones del espíritu para poder realizar su obra salvadora. (Is 11,1-3; 42,1; 61,1; véase también Mt 3,16)
Jesús utilizó milagros para convencer a la gente de que estaba inaugurando la era mesiánica (cf. Mt 12,28). Algunos estudiosos asocian los milagros de Jesús como el establecimiento del Reino de Dios durante su vida.
Según el Libro de Ezequiel, además de conceder dones carismáticos especiales, el Espíritu construiría la era mesiánica en los corazones de las personas ejercitando su renovación interior que resultaría en una adhesión excepcional a la Ley de Dios (cf. Ez 11,19; 36,26-27; 37,14; Sal 51,12-15; Is 32,15-19; Zac 12,10).
Según el Libro de Jeremías, los tiempos mesiánicos serían sellados por la nueva alianza, la definitiva y eterna, escrita «en sus corazones» (Jr 31,31). Pablo de Tarso habla de esa nueva alianza en su Segunda Epístola a los Corintios 3,6.
Isaías usa la imagen del agua vivificante «derramada sobre la tierra sedienta». El pueblo, «como los sauces a la orilla de un río», tendría acceso al Espíritu que le permitiría dar frutos de integridad y santidad (Is 44,3). El Evangelio de Juan se referirá a ello en el encuentro de Jesús con la samaritana en el pozo de Jacob: «El agua que yo le daré se convertirá en un manantial que brotará para vida eterna» (Jn 4,14).
Ezequiel dirá que la santidad del pueblo se correspondería a su vez con un amor especial, un favor y una protección de Dios: «Haré una alianza de paz» y «estableceré mi santuario entre ellos para siempre» (Ez 37,24; 39,29).
La escatología cristiana señala el carácter gradual de la Era Mesiánica. Según la "escatología realizada", la Era Mesiánica, un tiempo de paz y fraternidad universal en la tierra, sin crimen, guerra y pobreza, en cierta medida, ya está aquí. Con la crucifixión de Jesús la Era Mesiánica había comenzado, pero según la "escatología inaugurada" la Era Mesiánica será completada y llevada a su perfección por la parusía de Cristo.
En el pasado, la era mesiánica se interpretaba a veces en términos de milenarismo. El Libro de Apocalipsis 20:2-3 da una imagen de un período de 1000 años en el que Satanás será atado para que no pueda influir en los que viven en la Tierra, y Jesucristo reinará en la Tierra con los santos resucitados. Después de eso, Satanás será derrotado de una vez por todas, la Tierra y el cielo pasarán, y la gente se enfrentará al juicio de Jesucristo para determinar si entrarán o no en el nuevo cielo y la nueva tierra que se establecerán. (Apocalipsis 21)
Según el Credo de Nicea (381), profesado por la mayoría de los cristianos, después de su Ascensión, Entronización a la diestra de Dios, llegará el tiempo en que Jesús regresará para establecer plenamente el Reino de Dios en el Mundo Venidero.

### Mormonismo
Los mormones creen que después de la segunda venida de Jesús, habrá un período de 1000 años de paz en la Tierra donde Jesús reinará como rey. Sus creencias de esta época son muy similares a las del judaísmo y el cristianismo convencional, pero tienen algunas ideas adicionales:
Creemos en la reunión literal de Israel y en la restauración de las Diez Tribus; que Sion (la Nueva Jerusalén) será edificada sobre el continente americano; que Cristo reinará personalmente sobre la tierra; y que la tierra será renovada y recibirá su gloria paradisíaca.
—  Artículos de Fe 1:10)
Durante este tiempo:
- Israel será reunido (Isaías 5:26, Jeremías 30:3, Ezequiel 28:25, 1 Nefi 19:16);
- La Nueva Jerusalén será construida en el continente americano (Apocalipsis 3:12, 21:1-5; 3 Nefi 20:22;Éter 13:3-6, 10; Moisés 7:62);
- La Tierra será restaurada a un estado de paraíso como lo era en el Jardín del Edén (Ezequiel 36:35).
- Los justos muertos resucitarán como Jesús (Apocalipsis 20:4; D. y C. 29:11).
- Satanás será atado y no tendrá poder sobre los hombres (Apocalipsis 20:1–3; D. y C. 45:55; 1 Nefi 22:26; 30:18).
- Aquellos que no han tenido la oportunidad de recibir el Evangelio de Jesucristo tienen la oportunidad de ser enseñados y aceptarlo (Isaías 11:9). Los discípulos fieles ayudarán en la enseñanza del Evangelio (Isaías 42:7, 61:1, Lucas 4:18). Se traerá salvación para los muertos (1 Corintios 15:29, Isaías 49:9).

## Islam
El Corán afirma que Jesús fue el Mesías y profeta enviado a los judíos (Sura 3:45). Los musulmanes creen que está vivo en el Cielo y que regresará a la Tierra para derrotar al Masih ad-Dajjal, un antimesías comparable al Anticristo cristiano. Se discute si la edad mesiánica de Isa será de 40 días o de 40 años.
Un hadiz en Abu Dawud al-Sijistani (37:4310) dice:
Narró Abu Hurayrah: El Profeta dijo: No hay profeta entre él y yo, es decir, Jesús. Él descenderá (a la tierra). Cuando lo veas, reconócelo: un hombre de mediana estatura, cabello rojizo, vistiendo dos prendas de color amarillo claro, luciendo como si gotas cayeran de su cabeza aunque no estará mojada. Él luchará por la causa del Islam. Romperá la cruz, matará a los cerdos y pondrá fin a la guerra (en otra tradición, existe la palabra Yizia en lugar de Harb (guerra), lo que significa que abolirá la jizyah); Dios hará perecer a todas las religiones excepto al Islam. Él [Jesús] destruirá al Anticristo que vivirá en la tierra durante cuarenta días y luego morirá. Los musulmanes rezarán detrás de él.
Tanto los musulmanes sunitas como los chiitas coinciden en que el Mahdi llegará primero y, después de él, Jesús. Jesús proclamará que el verdadero líder es el Mahdi. Se librará una guerra, literalmente una yihad (Jihade Asghar), entre el Dajjal y el Mahdi y Jesús. Esta guerra marcará la proximidad de la llegada del Último Día. Después de que Jesús mate al Dajjāl en la Puerta de Lud, dará testimonio y revelará que el Islam es la verdadera y última palabra de Alá a la humanidad, como dice la traducción de Yusuf Ali: (Corán Sura 4:159)]
Y no habrá entre la Gente del Libro que no crea en él antes de su muerte; y en el Día del Juicio Él será testigo contra ellos.― (159)
Vivirá varios años, se casará, tendrá hijos y será enterrado en el cuarto lugar junto al profeta islámico Mahoma y los dos primeros califas Abu Bakr as-Siddiq y Umar ibn al-Jattab bajo la Cúpula Verde en la Mezquita del Profeta en Medina.
Un hadiz en Sahih al-Bujari (4:55:658) dice:
El Mensajero de Allah (BP) dijo: “¿Cómo seréis cuando el hijo de María descienda entre vosotros y vuestro Imam sea de entre vosotros?”
Muy pocos eruditos fuera del Islam convencional rechazan todas las citas (hadith) atribuidas a Mahoma que mencionan el segundo regreso de Jesús, el Dajjal y el Imam Mahdi, creyendo que no tienen base coránica. Sin embargo, el Corán rechaza enfáticamente la implicación de la terminación de la vida de Jesús cuando supuestamente fue crucificado. La traducción de Yusuf Ali dice:
(157) Dijeron con orgullo: «Hemos matado a Cristo Jesús, hijo de María, el Mensajero de Dios». Pero no lo mataron ni lo crucificaron, sino que así se les hizo creer. Quienes discrepan sobre esto están llenos de dudas, sin conocimiento alguno, sino sólo conjeturas, pues es seguro que no lo mataron. (158) [Corán 4:157–158]
La paz sea conmigo el día que nací, el día que muera y el día que vuelva a la vida. [Corán  19:33]
Muchos comentaristas clásicos como Ibn Kathir, Al-Tabari, Al-Qurtubi, Al-Suyuti, Al-Undlusi (Bahr al-Muhit), Abu al-Fadl al-Alusi (Ruh al-Maani) mencionan claramente que la sura Az-Zukhruf, versículo 43:61 del Corán se refiere al descenso de Jesús antes del Día de la Resurrección, indicando que Jesús sería la Señal de que la Hora está cerca.
Y será un signo de la Hora del Juicio. No dudéis, pues, de la Hora... [Corán  43:61]

### Comunidad Ahmadía
Según la Comunidad Ahmadía, la era actual (la era mesiánica) ha sido testigo de la ira de Dios con la ocurrencia de las guerras mundiales y la frecuencia de los desastres naturales. Para los seguidores de esta secta heterodoxa del Islam, Mirza Ghulam Ahmad (fallecido en 1908) es visto como el Mesías prometido cuyas enseñanzas establecerán una reforma espiritual y, en última instancia, establecerán una era de paz en la tierra. Esta era continúa durante alrededor de mil años según las profecías judeocristianas; y se caracteriza por la reunión de la humanidad bajo una sola fe según la creencia Ahmadía.